# جاك كوران
جاك كوران (بالإنجليزية: Jack Curran)‏ هو مدرب كرة سلة أمريكي، ولد في 6 سبتمبر 1930 في نيويورك في الولايات المتحدة، وتوفي في 14 مارس 2013 في ري في الولايات المتحدة.